# Lilleøre
Lilleøre er en halvø med strandeng på den nordøstlige kyst af Samsø, nordøst for fiskerlejet Langør. Halvøen,   der udgør den nordlige afgrænsning af Stavns Fjord er en del af naturfredningen af denne, og en del af Natura 2000- område nr. 55 Stavns Fjord, Samsø Østerflak og Nordby Hede.

## Skansen
På Lilleøre ligger en af de tre skanser der blev bygget omkring Stavns Fjord under Englandskrigene i begyndelsen af 1800-tallet, - de to andre ligger på Besser Rev og på øen Kyholm.  Danmarks  kyster.   Kystbatterierne  skulle fungere   som   et   værn   mod   fjendtlig   landgang  og   som  “kanonparaplyer”,  de  danske  skibe  kan  søge  
ind  under,  hvis  de  bliver  forfulgt.  Batteribeskyttelsen  var vigtig for  de  små  kanonbåde,  som  i  al  hast  blev bygget efter at resten af flåden er gået tabt. Langør, var havn og hjemsted for en del af disse kanonbåde.
| Galleri                                                                                |
| -------------------------------------------------------------------------------------- |
| - Skansen fra Englandskrigene - Lilleøre set mod vest - Sydspidsen af halvøen Lilleøre |